# Cens dels Estats Units del 1900
El cens de 1900 als Estats Units va ser el dotzè cens i va ser conduït per la Census Office l'1 de juny de 1900. Va determinar que la població resident als Estats Units era de 76.212.168 persones amb un increment del 21% sobre les 62.979.766 persones enumerades durant el cens de 1890.

## Preguntes censals
El cens de 1900 va recollir la següent informació:
- adreça
- nom
- relació amb el cap de família
- Gènere
- raça (enumerada com "Color o raça" al cens)
- edat, mes i any nascut
- Estat civil i, casat, nombre d'anys casats
- per a dones, nombre de fills nascuts i nombre dels que ara són vius
- lloc de naixement de la persona i els seus pares
- si és estranger, any d'immigració i si està naturalitzat

ocupació *
- mesos sense ocupació
- escola
- capacitat de parlar anglès
- ja sigui en un granger
- propietat de casa o llogada, i, si és propietat, ja sigui hipotecada

La documentació completa per al cens de 1900, incloent-hi formularis de censos i instruccions d'enumerador, està disponible a partir de Integrated Public Use Microdata Series.

## Segons els estats
| Posició | Estat              | Població  |
| ------- | ------------------ | --------- |
| 01      | Nova York          | 7,268,894 |
| 02      | Pennsilvània       | 6,302,115 |
| 03      | Illinois           | 4,821,550 |
| 04      | Ohio               | 4,157,545 |
| 05      | Missouri           | 3,106,665 |
| 06      | Texas              | 3,048,710 |
| 07      | Massachusetts      | 2,805,346 |
| 08      | Indiana            | 2,516,462 |
| 09      | Michigan           | 2,420,982 |
| 10      | Iowa               | 2,231,853 |
| 11      | Geòrgia            | 2,216,331 |
| 12      | Kentucky           | 2,147,174 |
| 13      | Wisconsin          | 2,069,042 |
| 14      | Tennessee          | 2,020,616 |
| 15      | Carolina del Nord  | 1,893,810 |
| 16      | Nova Jersey        | 1,883,669 |
| 17      | Virgínia           | 1,854,184 |
| 18      | Alabama            | 1,828,697 |
| 19      | Minnesota          | 1,751,394 |
| 20      | Mississipi         | 1,551,270 |
| 21      | Califòrnia         | 1,485,053 |
| 22      | Kansas             | 1,470,495 |
| 23      | Louisiana          | 1,381,625 |
| 24      | Carolina del Sud   | 1,340,316 |
| 25      | Arkansas           | 1,311,564 |
| 26      | Maryland           | 1,188,044 |
| 27      | Nebraska           | 1,066,300 |
| 28      | Virgínia de l'Oest | 958,800   |
| 29      | Connecticut        | 908,420   |
| 30      | Maine              | 694,466   |
| 31      | Colorado           | 539,700   |
| 32      | Florida            | 528,542   |
| 33      | Washington         | 518,103   |
| 34      | Rhode Island       | 428,556   |
| 35      | Oregon             | 413,536   |
| 36      | Nou Hampshire      | 411,588   |
| 37      | Dakota del Sud     | 401,570   |
| 38      | Vermont            | 343,641   |
| 39      | Dakota del Nord    | 319,146   |
| 40      | Utah               | 276,749   |
| 41      | Montana            | 243,329   |
| 42      | Delaware           | 184,735   |
| 43      | Idaho              | 161,772   |
| 44      | Wyoming            | 92,531    |
| 45      | Nevada             | 42,335    |